# Rangalifinolhu
Rangalifinolhu est une petite île inhabitée des Maldives. Son hôtel « Conrad Maldives Ragali Island », en accueillant certaines de ses installations. Le nom de l'île signifie « île de la pierre dorée ». Cet hôtel a été consacré à deux reprises "meilleur hôtel du monde".
Elle est reliée par un ponton à l'île voisine de Rangali, qui accueille certaines installations de l'hôtel. Un second ponton la relie à une petite île artificielle nouvellement développée, sur laquelle s'étend également l'hôtel.

## Géographie
Rangalifinolhu est située dans le centre des Maldives, au Sud-Ouest de l'atoll Ari, dans la subdivision de Alif Dhaal. L'île se trouve à environ 110 km de la capitale Malé.